# 沙滩之星
《沙滩之星》（日語：ビーチスターズ）是由森尾正博创作的日本漫画作品。以沙滩排球为题材。在杂志週刊Young Sunday（小學館发行）上从2007年14期开始一直连载到该刊休刊号的2008年35期。后移至SPIRIT增刊YS SPECIAL连载，在第4期（2008年12月发售）上结束第一部。从2009年5月开始，在新创刊的月刊少年Sunday上以THE!! BEACH STARS的名称开始连载第二部，連載期間自2009年06號至2010年5月號。
台湾中文版由尖端出版代理，第二部書名為「新!!沙灘之星」。

## 剧情简介
七濑入夏是个热爱排球的高中少女，但就在她十七岁生日的那天，原本期待着自己能在排球上大展身手的，却传来恶报，排球社因为人数不足而被废社了，就在入夏感到绝望的时候，她接触到了另一个可以打排球的机会，那就是只要两个人就可以组队参加的沙滩排球，而她就此被沙滩排球深深地吸引住，故事就此展开了。

## 登场人物

### 日崎高中沙滩排球部
七濑入夏
就读于神奈川县的县立日崎高中，是一个元气满满的高中二年级生，17岁。虽然个子只有150CM，却是个对排球热情不输给任何人的女孩。家中共有4个人，她是长女。
本田京介
23岁的菜鸟废物老师，绰号是澎太。顺利成章地成为沙滩排球社的顾问。神奈川县立山神高中出身，前重金属社社长，校内最恐怖的传说中的人物。
多之仓凛
原排球社社员，之后加入沙滩排球社。 对于杀球很拿手。
石原言美
原排球社社员，初中时代被称为音速王牌。因在比赛中受伤而造成的心理障碍，之后再也无法在网前跳起，因而远离排球。被入夏激励而重新站在沙滩排球场上奋发。
相泽实
非排球社社员的新入部员，一年级，排球初学者。初中时在篮球社受欺负而不再加入社团。进入高中后希望改变自己而加入沙滩排球社。
武田泷子
一年级生，排球初学者，绰号是小泷女。认为自己拥有明星的特质。为了终有一天被电视转播自己的比赛而加入排球社。

### 日崎沙滩排球部其他相关者
藤井
原日崎女子排球社顾问，以魔鬼教练著称。因女子排球社部员受不了他的魔鬼教法而退部，导致排球社解散。他认为社团解散不是自己的错，一开始认为入夏组成沙滩排球社只是玩玩而已。被入夏努力的行动改变了自己的看法，并在入夏与山神高中的赛事中陷入困境时提供了正确的指导。
德野凉子
前雅典奥运沙滩排球代表队的选手。偶尔发现了入夏的才能而成为了入夏等人的沙排教练。以现实中日本沙滩排球代表队的选手徳野涼子为原型创作。

### 山神高中
仓地町子
山神高中沙排社社员，是石原言美初中时代的排球队前辈。在初中时被石原言美抢掉排球队主力后一直耿耿于怀。把身上的肌肉锻炼的很强壮，必杀技是斜线扣杀。与天野雫一起以山神高中A队的身份夺得上届神奈川县预赛优胜。
天野雫
山神高中沙排社社员，仓地町子的搭档。擅长以跳跃托球帮助仓地町子展开快攻。

## 漫畫
| 卷數   | 出版日期（日本） | ISBN（日本）       | 出版日期（台灣） | ISBN（台灣）       |
| ------ | ---------------- | ------------------ | ---------------- | ------------------ |
| 第一部 |                  |                    |                  |                    |
| 第1卷  | 2007年7月10日    | ISBN 9784091512178 | 2008年3月17日    |                    |
| 第2卷  | 2007年9月10日    | ISBN 9784091512338 | 2008年7月16日    |                    |
| 第3卷  | 2007年12月10日   | ISBN 9784091512505 | 2008年9月22日    |                    |
| 第4卷  | 2008年3月10日    | ISBN 9784091512888 | 2008年12月22日   |                    |
| 第5卷  | 2008年6月10日    | ISBN 9784091513366 | 2009年10月5日    |                    |
| 第6卷  | 2008年8月10日    | ISBN 9784091513670 | 2010年6月19日    |                    |
| 第7卷  | 2009年4月4日     | ISBN 9784091514271 | 2010年9月7日     |                    |
| 第二部 |                  |                    |                  |                    |
| 第1卷  | 2010年2月12日    | ISBN 9784091222176 | 2014年2月12日    | ISBN 4717702238414 |
| 第2卷  | 2010年6月16日    | ISBN 9784091223883 | 2014年2月12日    | ISBN 4717702238421 |